# Гротон (місто, Нью-Йорк)
Гротон (англ. Groton) — місто (англ. town) в США, в окрузі Томпкінс штату Нью-Йорк. Населення — 5746 осіб (2020).

## Демографія
Згідно з переписом 2010 року, у місті мешкало 5950 осіб у 2322 домогосподарствах у складі 1590 родин. Було 2448 помешкань
Расовий склад населення:
| - 96,3 % — білих - 1,0 % — чорних або афроамериканців - 0,7 % — азіатів - 0,3 % — корінних американців |

До двох чи більше рас належало 1,5 %. Частка іспаномовних становила 1,9 % від усіх жителів.
За віковим діапазоном населення розподілялося таким чином: 23,3 % — особи молодші 18 років, 62,7 % — особи у віці 18—64 років, 14,0 % — особи у віці 65 років та старші. Медіана віку мешканця становила 41,3 року. На 100 осіб жіночої статі у місті припадало 96,3 чоловіків;  на 100 жінок у віці від 18 років та старших — 94,3 чоловіків також старших 18 років.
Середній дохід на одне домашнє господарство  становив 71 081 долар США (медіана — 59 750), а середній дохід на одну сім'ю — 77 773 долари (медіана — 68 892). Медіана доходів становила 48 775 доларів для чоловіків та 40 405 доларів для жінок. За межею бідності перебувало 10,2 % осіб, у тому числі 14,5 % дітей у віці до 18 років та 11,8 % осіб у віці 65 років та старших.
Цивільне працевлаштоване населення становило 3265 осіб. Основні галузі зайнятості: освіта, охорона здоров'я та соціальна допомога — 34,4 %, мистецтво, розваги та відпочинок — 11,0 %, роздрібна торгівля — 8,9 %, виробництво — 8,6 %.